# Конвенция за издаване на многоезични извлечения от актове за гражданско състояние
Конвенцията от 8 септември 1976 година за издаване на многоезични извлечения от актове за гражданско състояние (на френски: Convention du 8 septembre 1976 relative à la délivrance d'extraits plurilingues d'actes de l'état civil) е многостранен договор, който е подписан под егидата на Международната комисия по гражданското състояние.
Разпоредбите на конвенцията предвиждат уеднаквена форма за извлеченията от актовете на гражданското състояние, които включват актовете за раждане, брак и смърт. Конвенцията е подписана във Виена на 8 септември 1976 година от 12 европейски държави и влиза в сила на 30 юли 1983 година, след като е била ратифицирана от 5 държави. Официален език на конвенцията е френският, като депозитар е правителството на Швейцария. Конвенцията е в сила в 23 европейски държави, а именно: Австрия, Белгия, Босна и Херцеговина, България, Германия, Естония, Испания, Италия, Литва, Люксембург, Р. Македония, Молдова, Нидерландия (европейската ѝ територия), Полша, Португалия, Румъния, Словения, Сърбия, Турция, Франция, Хърватия, Черна гора, Швейцария. Конвенцията е отворена за присъединяване на всяка държава.
Държавите – страни по договора, са длъжни при искане да издават и взаимно да си признават издадените от тях извлечения от актове за гражданско състояние, като не ги третират по начин, различен от своите собствени такива. Те също така са длъжни да осигурят превод на основните положения в актовете за гражданско състояние за включването им в регистрите на другите държави.
Текстът на извлеченията от актовете за гражданско състояние се изписва на езика на издаващата страна, на френски език и на трети език, заедно с факултативни преводи на други езици на обратната страна на извлечението.
Конвенцията е ратифицирана от България със закон, приет от XLII народно събрание на 3 октомври 2013 година (Държавен вестник, бр. 91 от 2013 г.) и е в сила за Република България от 18 декември 2013 г.